# Johnny Hooper
Pour les articles homonymes, voir Hooper.
Johnny Hooper est un joueur américain de water-polo né le 24 juin 1997 à Los Angeles, en Californie. Il a remporté avec l'équipe des États-Unis la médaille de bronze du tournoi masculin aux Jeux olympiques d'été de 2024, organisés à Paris.